# Antonio Valeriano
Antonio Valeriano (Azcapotzalco 1520 - Ciudad de México 1605) fue un indígena noble y letrado mexica-tepaneca, docente, rector y gobernante de México-Tenochtitlan, sobrino del emperador Moctezuma y autor del Nican mopohua y otros documentos.Su padre fue Diego de Alvarado Matlacohuatzin, quien tenía origen noble vinculado con los gobernantes de la casa real de Tenochtitlany contemporáneo de Juan Diego, aunque Antonio también lo trató, pues en 1531 tenía 11 años y 28 a su muerte, en 1548.

## Primeros Años
Miembro de la primera generación, entró a los 13 años y estudió en el Colegio de Santa Cruz de Tlatelolco fundado por Juan de Zumárraga en 1533, donde posteriormente fue profesor y rector, aunque dirigido por los franciscanos. Tuvo como compañero de estudios a Martín Jacobita, Pedro de San Buenaventura y Andrés Leonardo quienes elaboraron las obras "Códice Chimalpopoca" o "Anales de Cuauhtitlán", "Los Himnos de los dioses" y Nican Mopohua.
Fue uno de los más notables discípulos y asimismo informante de fray Bernardino de Sahagún y de Fray Andrés de Olmos. Dominaba fluidamente y con elegancia tanto su idioma natal, el náhuatl, como el español y el latín. Sahagún se refiere a él como "el principal y más sabio" de sus estudiantes.Adquirió autoridad entre indios y españoles como hombre honrado y erudito. El obispo Sebastián Ramírez de Fuenleal comentó de Valeriano: “era tan hábil y capaz que hacía gran ventaja a los españoles”. Fue honrado con honores y cargos por Felipe II. Le enseñó el idioma náhuatl a Juan de Torquemada, autor de la Monarquía indiana. 
Se casó con Isabel Huanitzin, princesa azteca, hija de Diego Huanitzin, descendiente del linaje real tenochca y hermana del historiador Hernando de Alvarado Tezozómoc,ligada a la dinastía de Moctezuma y a la de Texcoco. Debió de tener descendencia, porque en 1620 su nieto, llamado Antonio Valeriano "el joven", fue también gobernador de Tenochtitlan.

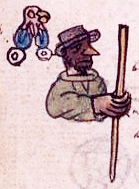
Antonio Valeriano

## Gobernante
Valeriano fue juez-gobernador de Mexicapan -parcialidad de Azcapotzalco- durante 32 años, de 1573 a 1605. Cuando asumió el cargo, la población indígena residente en la ciudad era todavía mayor que la población de españoles, mestizos o negros.
«Fue elegido por gobernador de México... en lo que toca a los indios, con gran aceptación de los virreyes y edificación de los españoles» 
Existen testimonios del compromiso que tuvo con la defensa de los intereses de su pueblo. Dio asilo a su sobrino político, Francisco Verdugo Quetzalmamalitzin, antecesor de Fernando de Alva Ixtlilxóchitl, por quien llegó su célebre texto guadalupano al Padre jesuita e historiador Carlos Sigüenza y Góngora (1643-1700), que es quien nos lo trasmite. Se sabe que vestía a la española, para lo cual recibió una licencia especial del virrey.
En la nueva edición del códice Aubin, el cual es una pictografía indígena, se incluye el glifo atl-tototl, agua y ave, relacionado con Antonio. Se menciona ya, como el virrey Gastón de Peralta, en 1568, antes de partir a España, pasa al Tepeyacac a tomar cenizas. 
Murió en 1605 y fue enterrado en la capilla de San José del convento de San Francisco de la Ciudad de México.

## Obra
Participó en la elaboración de las siguientes obras:
- Su firma aparece en el Códice Escalada. (1550-1560)
- Colaborador de Bernardino de Sahagún en el Códice florentino (1540-1585).
- Autor del Nican mopohua (1556)[7]
- Su firma aparece en la Carta de Azcapotzalco de 1561, escrita en latín a Felipe II, siendo muy probablemente el principal redactor.
- Crónica Mexicayotl (1598)
- Crónica Mexicana (1598)

Relato que da testimonio de las apariciones guadalupanas.Conoció a Juan Diego. El texto lo corrobora, ya manifiesta muy preciso a la hora de situar el espacio y tiempo los acontecimientos, y aparecen en el relato coordenadas de referencia y localización, además del conocimiento de la cultura cristiana y el pensamiento indígena, logrando unir a los mundos involucrados. Todos los historiadores antiguos y la mayoría de los modernos afirman que Valeriano es el autor. León Portilla en Tonantzin Guadalupe. pensamiento náhuatl y mensaje cristiano en el "Nican Mopohua" afirma:  
«Hombre con merecida reputación de sabio, sí escribió el Nican Mopohua, bien sea a solicitud de Alonso de Montúfar o porque el asunto le atrajo, o si se quiere por ambas razones, realizó con gran acierto su cometido. Por una parte, puso allí de relieve lo que consideró el meollo de esa historia: el mensaje de la señora celeste que había pedido se le edificara su casa al pie del Tepeyac para atender las súplicas de cuantos acudieran allí a invocarla; por otra, presentó el relato incorporando en él cuanto le pareció adecuado de la antigua visión indígena del mundo.» .En todo caso y aunque su autoría no fuera exclusiva, prácticamente no existe duda de que es al menos uno de los coautores. De «elevada cultura y distinguido desempeño social... reconocido intelectual mexicano, que ocupó un lugar preponderante en ese nuevo mundo que empezaba a mezclar con lentitud las culturas hispana y azteca»